# Appellation d'origine protégée dans l'Union européenne
Ne doit pas être confondu avec Appellation d'origine contrôlée.
Cet article concerne l'appellation d'origine protégée de l'Union européenne. Pour l'appellation d'origine protégée de la Suisse, voir Appellation d'origine protégée (Suisse). Pour les autres significations, voir AOP.

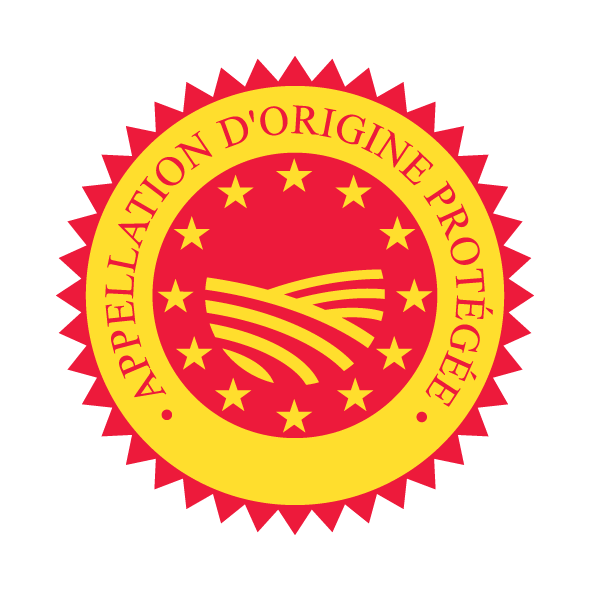
Le logo AOP.

L'appellation d'origine protégée (AOP) est la dénomination, en langue française, d'un signe d'identification de l'Union européenne visant à préserver les appellations d'origine de produits agricoles. Créé en 1992, ce label « désigne des produits qui ont été produits, transformés et élaborés dans une aire géographique déterminée, en mettant en œuvre le savoir-faire reconnu de producteurs locaux et des ingrédients provenant de la région concernée ».

## Caractéristiques
Les caractéristiques des produits ainsi protégés sont essentiellement liées au terroir. Le logo AOP européen, rendu obligatoire, assure cette identification. Le règlement européen no 510/2006 du 20 mars 2006 vise en priorité à établir un régime communautaire de protection garantissant des conditions de concurrence égales entre les producteurs de produits portant ces mentions. Cette réglementation européenne devrait garantir la réputation des produits régionaux, adapter les protections nationales existantes pour les rendre conformes aux exigences de l'Organisation mondiale du commerce et informer les consommateurs que les produits portant le logo d'appellation d'origine protégée respectent les conditions de production et d'origine spécifiées par cette appellation. Cette règlementation concerne certains produits agricoles et denrées alimentaires pour lesquels il existe un lien entre les caractéristiques du produit ou de la denrée et son origine géographique : ce peut être des vins, des fromages, des jambons, des saucissons, des olives, des bières, des fruits, des légumes, des pains ou de la nourriture pour bétail.
Les aliments tels que le gorgonzola, le parmigiano-reggiano, le fromage asiago, le camembert de Normandie et le champagne peuvent être labellisés en tant que tels s'ils proviennent uniquement de la région désignée. Par exemple, pour être commercialisé sous l'appellation d'origine « roquefort », le fromage doit être transformé à partir de laits crus provenant d'une certaine race de brebis (Lacaune), les bêtes seront élevées dans un territoire déterminé et le fromage obtenu sera affiné dans une des caves du bourg de Roquefort-sur-Soulzon dans le département français de l'Aveyron, où il sera ensemencé avec les spores de moisissures (Penicillium roqueforti) préparées à partir de souches traditionnelles endémiques de ces mêmes caves.
Ce système visant à « fédérer » est similaire aux anciennes appellations de divers pays européens (liste non exhaustive) :
- Appellation d'origine contrôlée (AOC) utilisée en France ;
- Protected Designation of Origin (PDO) au Royaume-Uni ;
- Denominazione di origine controllata (DOC) pour les vins italiens ;
- Geschützte Ursprungsbezeichnung (g.U) et Qualitätswein bestimmter Anbaugebiete (QbA) en Allemagne ;
- Districtus Austriae Controllatus (DAC) en Autriche ;
- Denominación de Origen Calificada (DOCa) en Espagne ;
- Denominação de Origem Controlada (DOC) au Portugal.

En Suisse on utilise également la terminologie « appellation d'origine contrôlée » jusqu'en 2013, puis appellation d'origine protégée (Suisse).

## Le précédent de la feta grecque
La feta est aujourd'hui protégée par une appellation d'origine protégée, ce qui pendant longtemps n'avait pas été le cas. Dans l'Union européenne, 90 % de la feta était produite hors de Grèce, particulièrement en France, en Allemagne et au Danemark, ces pays considérant que le terme « feta » était une appellation générique.
En octobre 2005, la Cour européenne de justice reconnaissant que seule la feta produite en Grèce a droit à cette dénomination, confirme la décision de la Commission européenne en estimant que ce fromage est « le fruit de la tradition ancestrale du pâturage extensif et de la transhumance » et que « la flore spécifique » de « certaines régions de Grèce » lui confère « une saveur et un arôme particulier ».
Les industriels laitiers des pays utilisant le terme « feta » ont eu jusqu'à octobre 2007 pour éliminer totalement le mot « feta » de leur production. Parmi eux, le groupe laitier français Lactalis, producteur de « feta » sous la marque « Salakis ».

## Harmonisation européenne
La Commission européenne ayant souhaité harmoniser les « signes officiels de qualité », on ne peut plus créer de label régional. Ils sont actuellement au nombre de six. Les AOC (appellation d'origine contrôlée) ont pour équivalent européen les AOP (appellation d'origine protégée). Depuis 2002, un label ou une AOC ne peut exister sans être automatiquement inscrit respectivement en IGP ou en AOP. À la suite de la réforme de l'Organisation Commune de Marché de 2009, les Vins AOC passeront en AOP ainsi que la plupart des AOVDQS, ce qui entraînera la disparition de ces appellations. Les dénominations Vin de Pays et Vin de Table passeront en dénomination IGP ou en Vin sans IG (sans Indication Géographique), comme les AOC et AOVDQS, d'ici fin décembre 2011.

## Harmonisation internationale
Un certain nombre d'États membres de l'Union européenne sont parties à l'arrangement de Lisbonne concernant la protection des appellations d'origine et leur enregistrement international établissant un système parallèle d'enregistrement et reconnaissance mutuelle des Appellations protégées.

## Protection et mise en application
Seuls les produits qui remplissent les divers critères géographiques et qualitatifs peuvent utiliser le label.

## Objectifs de la protection
Le premier objectif est de mettre en avant et protéger la typicité du terroir que l'on retrouve dans le produit protégé : l'origine géographique des ingrédients entrant dans sa composition, ou le mode de production.
Le deuxième objectif est de permettre le contrôle : respect des origines des ingrédients et respect des modes opératoires. Enfin, le troisième objectif est de protéger le produit et son appellation des imitations évitant ainsi une concurrence déloyale.

## Belgique
En Belgique, depuis 2011, le Service public de Wallonie, Direction de la Qualité de la Direction générale opérationnelle de l’Agriculture, des Ressources naturelles et de l’Environnement (DGARNE), s’est doté de la Cellule d’Appui aux Indications géographiques (CAIG). Ce projet est mené conjointement par l’Université de Liège (Laboratoire Qualité et Sécurité des produits agroalimentaires, Gembloux Agro-Bio Tech) et l’Université de Namur (Département Histoire, Pôle de l’histoire environnementale). L’objectif de la CAIG est de soutenir les groupements de producteurs wallons désirant introduire une demande de reconnaissance de leur produit en tant qu'appellation d'origine protégée (AOP), indication géographique protégée (IGP) ou spécialité traditionnelle garantie (STG). Pour cela, la CAIG accompagne les producteurs dans leur démarche de rédaction d’un cahier des charges et dans le travail de caractérisation du produit.

## Liste des principaux produits

### Fromages, beurres et crèmes

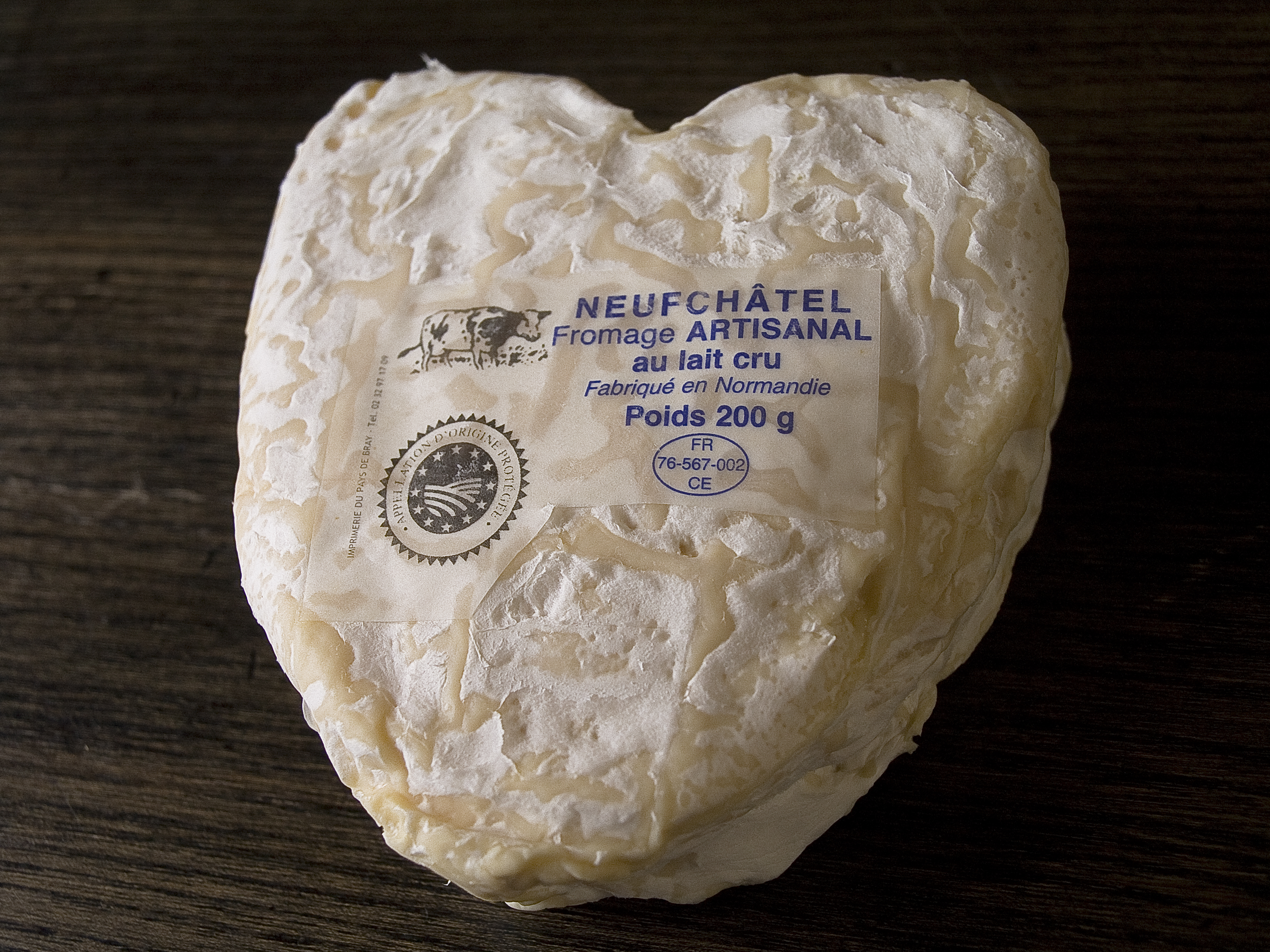
Fromage de Neufchatel, une appellation d'origine préservée via l'AOP.

Plus de 177 fromages, beurres et crèmes européens bénéficient de ce label de qualité, dont 52 français et 55 italiens. Ces produits sont conçus dans une aire géographique délimitée, selon un savoir-faire spécifique et ancestral spécifique à chaque pays.
- Parmi les 52 AOP françaises enregistrées, on recense : abondance, banon, beaufort, beurre et crème de Bresse, beurre et crème d'Isigny, beurre Charentes-Poitou, bleu d'Auvergne, bleu de Gex haut Jura, bleu des Causses, bleu du Vercors-Sassenage, brie de Meaux, brie de Melun, brocciu, brousse du Rove, camembert de Normandie, cantal, chabichou du Poitou, chaource, charolais, chevrotin, comté, crottin de Chavignol, époisses, fourme d'Ambert, fourme de Montbrison, laguiole, langres, livarot, mâconnais, maroilles, mont-d'or, morbier, munster, neufchâtel, ossau-iraty, pélardon, picodon, pont-l'évêque, pouligny-saint-pierre, reblochon, rigotte de Condrieu, rocamadour, roquefort, saint-nectaire, sainte-maure-de-touraine, salers, selles-sur-cher, tome des Bauges, valençay.

- Les 55 DOP italiennes sont : asiago, bitto, bra, caciocavallo silano, canestrato pugliese, casatella trevigiana, casciotta d'Urbino, castelmagno, fiore sardo, fontine, formaggella del Luinese, formaggio di fossa di Sogliano, formai de mut dell'Alta Valle Brembana, gorgonzola, grana padano, montasio, Monte Veronese, mozzarella di bufala campana, mozzarella di Gioia del Colle, murazzano, nostrano valtrompia, Ossolano, parmigiano reggiano, pecorino crotonese, pecorino romano, pecorino sardo, Pecorino siciliano, pecorino toscano, Pecorino del Monte Poro, Pecorino delle Balze Volterrane, Pecorino di Filiano, Pecorino di Picinisco, Piacentinu Ennese, Piave, Provola dei Nebrodi, Provolone del Monaco, provolone valpadana, puzzone di Moena/Spretz Tzaori, Quartirolo Lombardo, Ragusano, Raschera, Ricotta Romana, Ricotta di Bufala Campana, Robiola di Roccaverano, Salva cremasco, Silter, Spressa delle Giudicarie, squacquerone di Romagna, stelvio/stilfser, Strachitunt, taleggio, toma piemontese, Vallée d'Aoste Fromadzo, Valtellina Casera, vastedda della valle del Belìce;

- Les 26 fromages DOP espagnoles sont : afuega'l pitu, arzúa-Ulloa, cabrales, cebreiro, gamoneu / Gamonedo, idiazabal, mahon-Menorca, picón Bejes-Tresviso, camerano, queso casín, ibores, majorero, manchego, nata de Cantabria, palmero ou queso de La Palma, tetilla, guía,  formatge de l'Alt Urgell i La Cerdanya, queso de La Serena, queso de Murcia, queso de Murcia al vino, zamorano, quesucos de Liébana, eoncal, torta del Casar, San Simón da Costa
- Les 22 fromages ΠΟΠ grecques sont : anevato, arseniko naxou, galotyri, graviera agrafon, graviera kritis, graviera naxou, kalathaki limnou, kasseri, Katiki Domokou, kefalograviera, kopanisti, Ladotyri Mytilinis, manouri, metsovone, Batzos, Xynomyzithra Kritis, Xigalo Siteias, Pichtogalo Chanion, San Michali, Sfela, feta, Formaella Arachovas Parnassou

- Les 11 DOP portugaises sont : rabaçal, queijo São Jorge, queijo Serpa, queijo Serra da Estrela, queijo terrincho, queijo da Beira Baixa, queijo de Azeitão, cabra transmontano, queijo de Nisa, queijo de Évora, pico

- La seule PDO irlandaise est : imokilly regato

- Les 7 g.U autrichiennes sont : ennstaler ateirerkas, gailtaler almkäse, tiroler almkäse, tiroler bergkäse, tiroler graukäse, vorarlberger alpkäse, vorarlberger bergkäse

- Les 6 g.U allemandes sont : allgäuer sennalpkäse, weißlacker / allgäuer weißlacker, odenwälder frühstückskäse, altenburger ziegenkäse, allgäuer bergkäse, allgäuer emmentaler

- Les trois CHNP polonaises sont : bryndza podhalańska, oscypek, redykołka

- La seule AOP luxembourgeoise est : beurre rose
- Les 2 ЗНП bulgares sont : Bulgarsko Byalo Salamureno Sirene (fromage), Bulgarsko kiselo mlуako(yaourt).
- La seule ZOI croate est : paški sir
- La seule ΠΟΠ chypriote est : Halloumi / Hellim
- La seule DOP roumaine est : Telemea de Ibăneşti
- Les 4 ZOP slovènes sont : Bovški sir, Mohant, Nanoški sir, Tolminc
- Les deux AOP belges sont : Fromage de Herve et Beurre d'Ardenne.

- Les quatre BOB néerlandaises sont : Leyden, Kanterkaas, Edam et Gouda.

- Les quatorze PDO britanniques (hors Union européenne) sont : Beacon Fell traditional Lancashire cheese, Bonchester cheese, Buxton Blue, Dovedale cheese, Single Gloucester, Staffordshire Cheese, Swaledale cheese, West Country Farmhouse Cheddar Cheese, white Stilton cheese / blue Stilton Cheese

### Autres produits
En dehors des fromages, beurres et crèmes, beaucoup d'autres types de produits peuvent avoir ce label de qualité. En voici la liste : 
- Des vins : 64 vins ont le label AOP

- Dans les denrées alimentaires : 
  - les viandes et abats frais
  - les produits à base de viande (cuits, salés, fumés, etc.)
  - d'autres produits d'origine animale (œufs, miel, etc.)
  - des huiles et graisses (margarine, huile, etc.)
  - des fruits, des légumes et des céréales en l'état ou transformés
  - des poissons, des mollusques et des crustacés frais et produits dérivés
  - d'autres produits de l'annexe I du traité tels que les épices, les cidres, les cafés, etc.
  - des produits de la boulangerie, pâtisserie, confiserie et biscuiterie
  - du sel
  - des gommes et résines naturelles
- D'autres produits tels que :
  - du foin
  - des huiles essentielles
  - des cochenilles
  - de la laine

## Traduction dans les langues officielles de l'Union européenne
S'agissant d'une réglementation commune aux États de l'Union européenne, la mention « appellation d’origine protégée » a fait l'objet d'une traduction dans les 23 des 24 langues officielles de l'Union, ainsi que le sigle correspondant que le consommateur européen est susceptible de rencontrer sur les emballages des produits.
| Langue      | Langue      | Mention                             | Sigle officiel de l’appellation |
| Code langue | Nom langue  | Mention                             | Sigle officiel de l’appellation |
| ----------- | ----------- | ----------------------------------- | ------------------------------- |
| (bg)        | Bulgare     | защитено наименование за произход   | ЗНП                             |
| (es)        | Espagnol    | denominación de origen protegida    | DOP                             |
| (cs)        | Tchèque     | chráněné označení původu            | CHOP                            |
| (da)        | Danois      | beskyttet oprindelsesbetegnelse     | BOB                             |
| (de)        | Allemand    | geschützte Ursprungsbezeichnung     | g.U.                            |
| (et)        | Estonien    | kaitstud päritolunimetus            | KPN                             |
| (el)        | Grec        | προστατευόμενη oνομασία προέλευσης  | ΠΟΠ                             |
| (en)        | Anglais     | protected designation of origin     | PDO                             |
| (fr)        | Français    | appellation d’origine protégée      | AOP                             |
| (en)        | Irlandais   | Protected designation of origin     | PDO                             |
| (hr)        | Croate      | zaštićena oznaka izvornosti         | ZOI                             |
| (hu)        | Hongrois    | oltalom alatt álló eredetmegjelölés | OEM                             |
| (it)        | Italien     | denominazione d’origine protetta    | DOP                             |
| (lv)        | Letton      | aizsargāts cilmes vietas nosaukums  | ACVN                            |
| (lt)        | Lituanien   | saugoma kilmės vietos nuoroda       | SKVN                            |
| (mt)        | Maltais     | denominazzjoni protetta ta’ oriġini | DPO                             |
| (nl)        | Néerlandais | beschermde oorsprongsbenaming       | BOB                             |
| (pl)        | Polonais    | chroniona nazwa pochodzenia         | CHNP                            |
| (pt)        | Portugais   | denominação de origem protegida     | DOP                             |
| (ro)        | Roumain     | Denumirea de origine protejată      | DOP                             |
| (sk)        | Slovaque    | chránené označenie pôvodu           | CHOP                            |
| (sl)        | Slovène     | zaščitena označba porekla           | ZOP                             |
| (fi)        | Finnois     | suojattu alkuperänimitys            | SAN                             |
| (sv)        | Suédois     | skyddad ursprungsbeteckning         | SUB                             |

## Voir aussi

Ancien logo.